# Sprinter (Triebwagen)
Als Sprinter wird eine Familie von Baureihen von Dieseltriebwagen im Vereinigten Königreich bezeichnet, die in den 1980er und 1990er Jahren von BREL (British Rail Engineering Limited), Metro-Cammell und Leyland hergestellt wurden. Sie sind in die TOPS-Klassen 150, 153, 155, 156, 158 und 159 eingeordnet. Die meisten haben Motoren von Cummins, 47 Einheiten der Klasse 158 wurden mit Motoren von Perkins Engines ausgerüstet. Die hydraulischen Getriebe sind von der Bauart Voith.

## Begriff
Der Name Sprinter wurde von British Rail geprägt, um vor allem ihre bessere Beschleunigung im Vergleich zu den von ihnen ersetzten Triebwagen der ersten Generation zu bewerben. Anzeigen mit dem Text The Sprinters are coming wurden in den örtlichen Zeitungen geschaltet als die neuen Züge in Betrieb gingen. Oft wurden auch die in vielen Fällen verkürzten Reisezeiten betont, und die Fahrpläne wurden geändert, um dem Rechnung zu tragen. Die Konstruktion beruht auf dem Wagenkastentyp Mark 3, die Züge waren für längere Strecken als die unter Verwendung von Omnibusteilen gebauten Pacer gedacht.
Sprinter werden fast überall in Großbritannien eingesetzt, auf ländlichen Nebenstrecken ebenso wie im Pendlerverkehr um Großstädte oder im Überlandverkehr. Stand 2015 befanden sich die Züge dieser Baureihen im Einsatz bei Northern, Great Western Railway, Greater Anglia, Transport for Wales/Trafnidiaeth Cymru, South Western Railway, East Midlands Trains, West Midlands Trains, ScotRail und in ihrer meterspurigen Variante bei der Thailändischen Staatseisenbahn.

## Prototypen
BREL und Metro-Cammell bauten je zwei Dreiwagenzüge als Prototypen der ersten Serien der Klassen 150/0 und 151.
| TOPS-Klasse         | Bild | Höchstgeschwindigkeit | Höchstgeschwindigkeit | Anzahl | Baujahre | Bemerkungen |
| TOPS-Klasse         | Bild | mph                   | km/h                  | Anzahl | Baujahre | Bemerkungen |
| ------------------- | ---- | --------------------- | --------------------- | ------ | -------- | --- |
| 150/0               |      | 75                    | 121                   | 2      | 1984     | Einer der beiden BREL-Prototypen ähnelte der Serie der Klasse 150 und hatte einen Cummins-Motor und ein Voith-Getriebe. Der andere war mit einem Rolls-Royce-(Perkins-)Motor und einem Getriebe von Self-Changing Gears ausgerüstet. Mit beiden Bauteilen traten Probleme auf, die Einheit wurde später in den einzigen Vertreter der Klasse 154 umgebaut und diente zur Erprobung von Komponenten der Klasse 158.                                                                     |
| 151                 |      | 75                    | 121                   | 2      | 1985     | Gebaut von Metro-Cammell mit denselben Cummins-Motoren wie Klasse 150 und Wagenkästen aus Aluminium. Die automatischen Getriebe von Twin Disc schalteten ruckartig, was nie ganz behoben wurde. Den Vertrag mit British Rail erhielt BREL für die Klasse 150. Klasse 151 wurde nicht weitergebaut und ging 1989 außer Betrieb. |
| 154 (Umbau aus 150) |      | 90                    | 145                   | 1      | 1985     | Die einzige Einheit dieser Klasse war ein Umbau aus einem Prototyp der Klasse 150, der von der Serie abweichende Motoren und Getriebe erhalten hatte. An ihr wurden Komponenten der Klasse 158 erprobt; ihr problematisches Getriebe wurde durch ein verbessertes Automatikgetriebe von Twin Disc mit geänderter Steuersoftware ersetzt, die gleichmäßige Schaltvorgänge erlaubte. Auch eine Klimaanlage wurde eingebaut. Schließlich in die Serienausführung der Klasse 150 umgebaut. |

## Serienausführungen

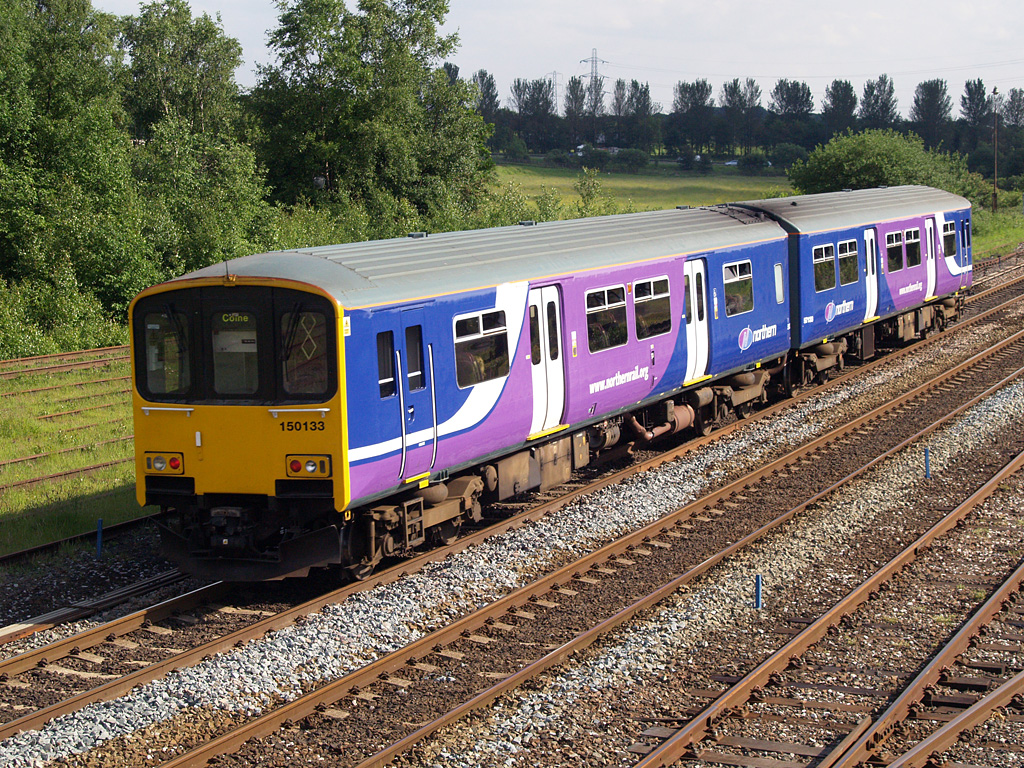
Klasse 150/1

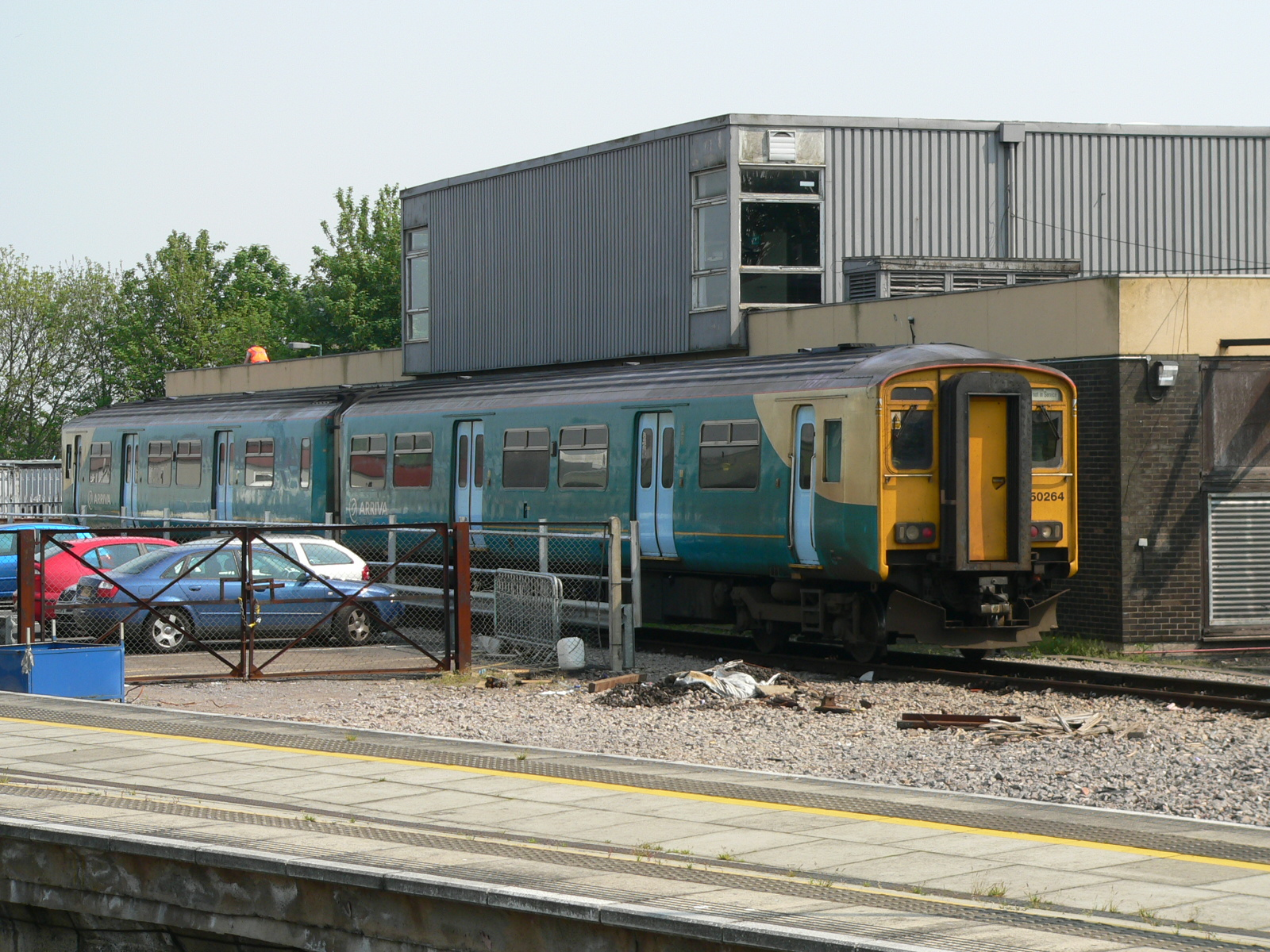
Klasse 150/2

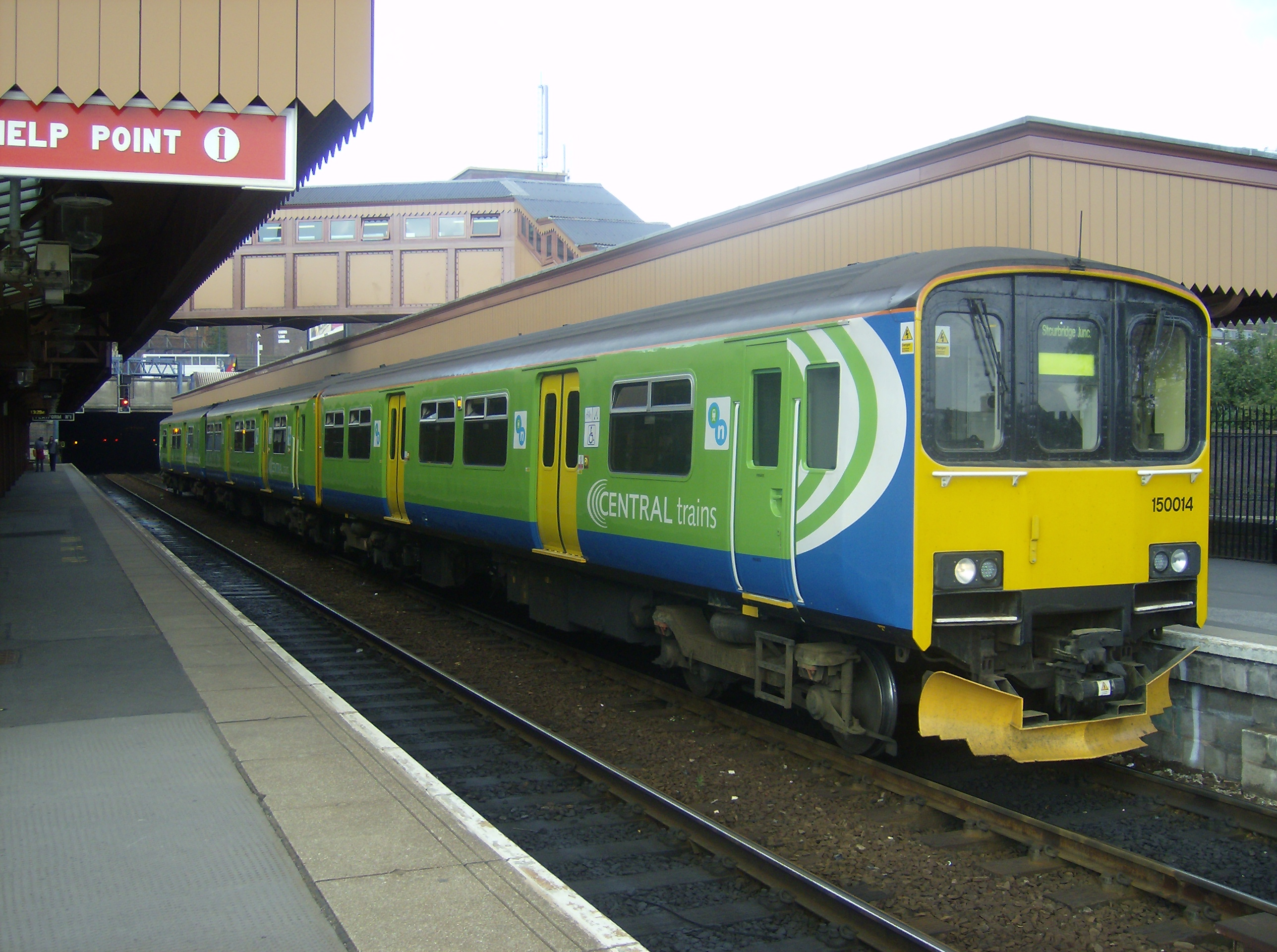
Dreiwagenzug: Endwagen der Klasse 150/1, Mittelwagen der Klasse 150/2

Mit Ausnahme von 17 Einheiten der Klasse 158 und den 22 Einheiten der Klasse 159, die mit einem zusätzlichen Mittelwagen ausgestattet wurden, wurden alle Serienfahrzeuge als Zweiwagenzüge ausgeliefert. Die Einzelwagen der Klasse 153 sind Umbauten aus Klasse 155.
Klassen 150, 153, 155 und 156 haben eine Höchstgeschwindigkeit von 75 mph (121 km/h) und keine Klimaanlagen. Klassen 158 und 159 haben Klimaanlagen und eine Höchstgeschwindigkeit von 90 mph (144 km/h). Alle Einheiten bis auf die ersten beiden Lieferungen der Klasse 150 haben Übergangseinrichtungen an den Enden, so dass bei Mehrfachtraktionen die Passagiere während der Fahrt zwischen den Einheiten wechseln können.
Alle Züge der Sprinter-Familie haben Mittelpufferkupplungen der Bauart BSI und können daher untereinander und mit Zügen der Pacer-Klassen 142, 143 und 144 sowie den Turbostar der Klasse 170 in Mehrfachtraktion verkehren, jedoch nicht mit den Networker der Klassen 165 und 166 wegen unterschiedlicher Verkabelung.

### Klasse 150 (Sprinter)
Diese Baureihe war für den Pendlerverkehr gedacht. Im Unterschied zu allen anderen Sprinter-Bauarten haben sie Doppeltüren auf jeweils etwa 1/3 und 2/3 der Fahrzeuglänge. Unterklassen 150/0 und 150/1 sind mit Sitzen in der Teilung 3+2 ausgestattet und haben keine Übergangseinrichtungen, daher ist bei Mehrfachtraktion kein Übergang zwischen den gekuppelten Einheiten für Passagiere möglich.
Ähnliche Wagenkästen wurden auch bei der Klasse 450 der Northern Ireland Railways verwendet.

#### 150/0
Die zwei Züge der Ursprungsausführung waren 2015 bei First Great Western im Einsatz.

#### 150/1
Die 50 Züge der ersten Serienausführung wurden zunächst um Birmingham und Manchester eingesetzt und waren 2015 bei folgenden Gesellschaften im Einsatz:
- London Midland
- First Great Western
- Northern Rail

#### 150/2
Die 85 gebauten Einheiten der Klasse 150/2 haben Übergangseinrichtungen und die Sitzteilung 2+2. Sie wurden bevorzugt auf längeren Strecken eingesetzt. Zeitweilig wurden einige Einheiten aufgelöst und ihre Wagen als Mittelwagen in Züge der Reihe 150/1 gekuppelt, so dass Dreiwagenzüge entstanden. 2015 war diese Unterbaureihe bei folgenden Gesellschaften im Einsatz:
- Arriva Trains Wales
- First Great Western
- Northern Rail

#### 950

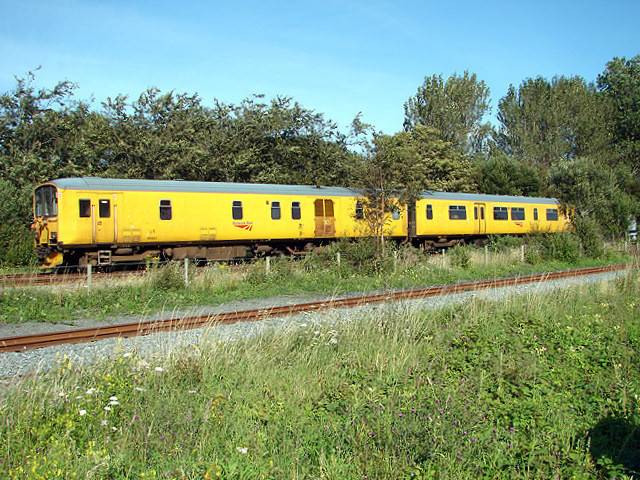
Klasse 950

Neben der Passagierausführung der Klasse 150 wurde eine einzelne Einheit mit denselben Wagenkästen gebaut, um auf Strecken mit niedriger erlaubter Achslast zur Inspektion der Gleise zu dienen.  Ursprünglich in die TOPS-Klasse 180 eingeordnet, wurde sie in die Klasse 950 für Dienstfahrzeuge umnummeriert, um die Nummernreihe für die ab dem Jahr 2000 eingesetzten Adelante-Züge aus der Coradia-Familie von Alstom freizumachen.

### Klasse 153

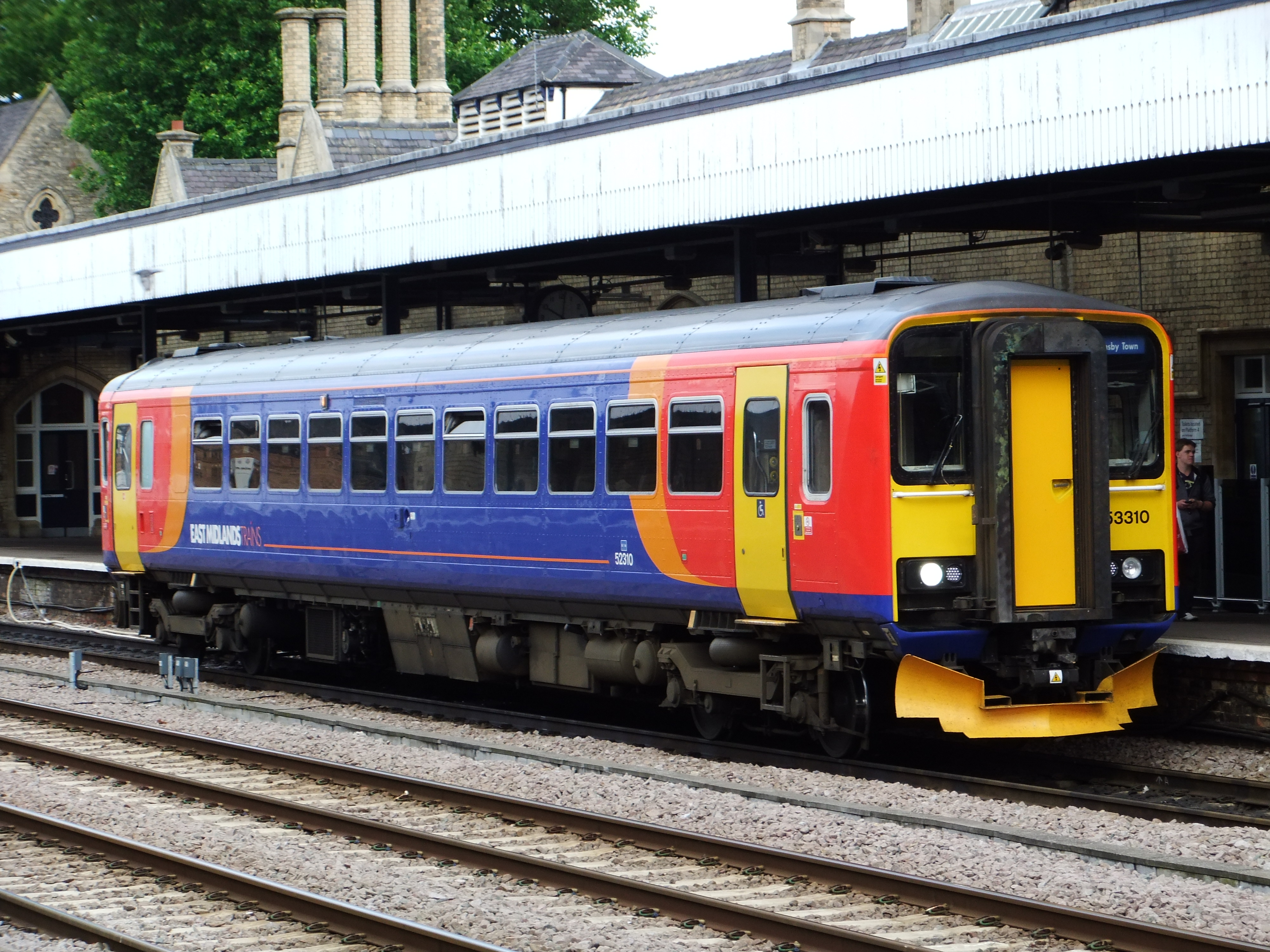
Klasse 153

Diese Einzelwagen wurden ab 1991/1992 von Hunslet-Barclay in Kilmarnock aus Zweiwageneinheiten der Klasse 155, die 1987–1988 von Leyland gebaut worden waren, umgebaut. Sie sollten auf schwach genutzten Strecken Einzeltriebwagen der ersten Generation ersetzen. Der Umbau beinhaltete den Einbau eines Führerstands an den bisherigen inneren Enden der Wagen. Die neuen Führerstände unterscheiden sich äußerlich geringfügig von den originalen, sind kürzer und ragen etwas in den Einstiegsbereich vor, so dass die Fahrzeuge nicht symmetrisch sind.
2015 waren diese Wagen bei folgenden Gesellschaften im Einsatz:
- Arriva Trains Wales
- East Midlands Trains
- First Great Western
- London Midland
- Northern Rail
- Greater Anglia

### Klasse 155Super Sprinter

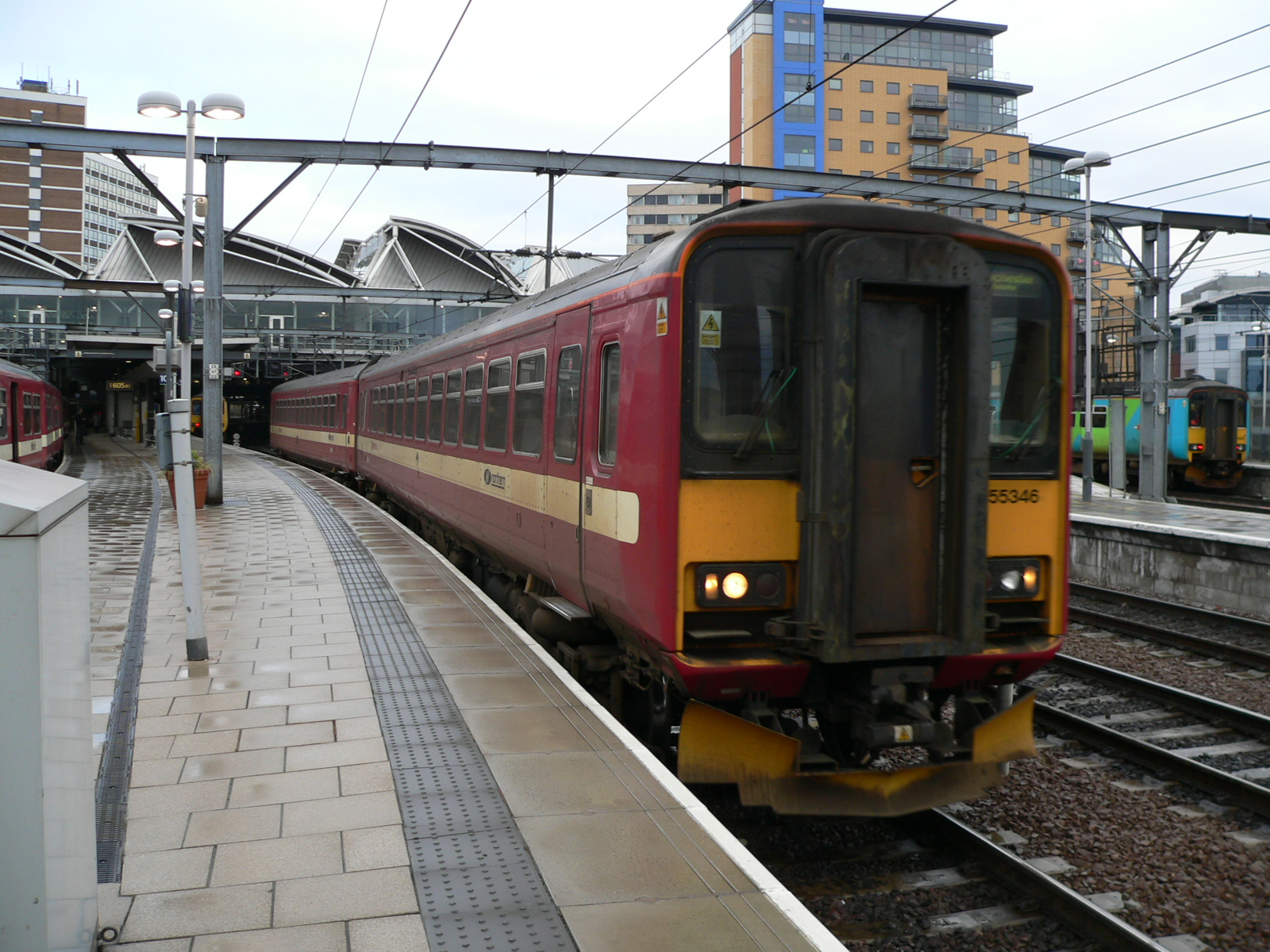
Klasse 155

Diese Triebwagen wurden 1987 und 1988 von British Leyland in Workington gebaut. Für die Wagenkästen fand eine Technologie Anwendung, die vom Leyland-National-Bus abgeleitet worden war. Von den ursprünglich 42 gebauten Einheiten sind nur noch 7 übrig, die meisten wurden in die Klasse 153 umgebaut. Ihre Höchstgeschwindigkeit beträgt 75 mph (121 km/h).
2015 waren diese Wagen im Einsatz bei
- Northern Rail

### Klasse 156Super Sprinter

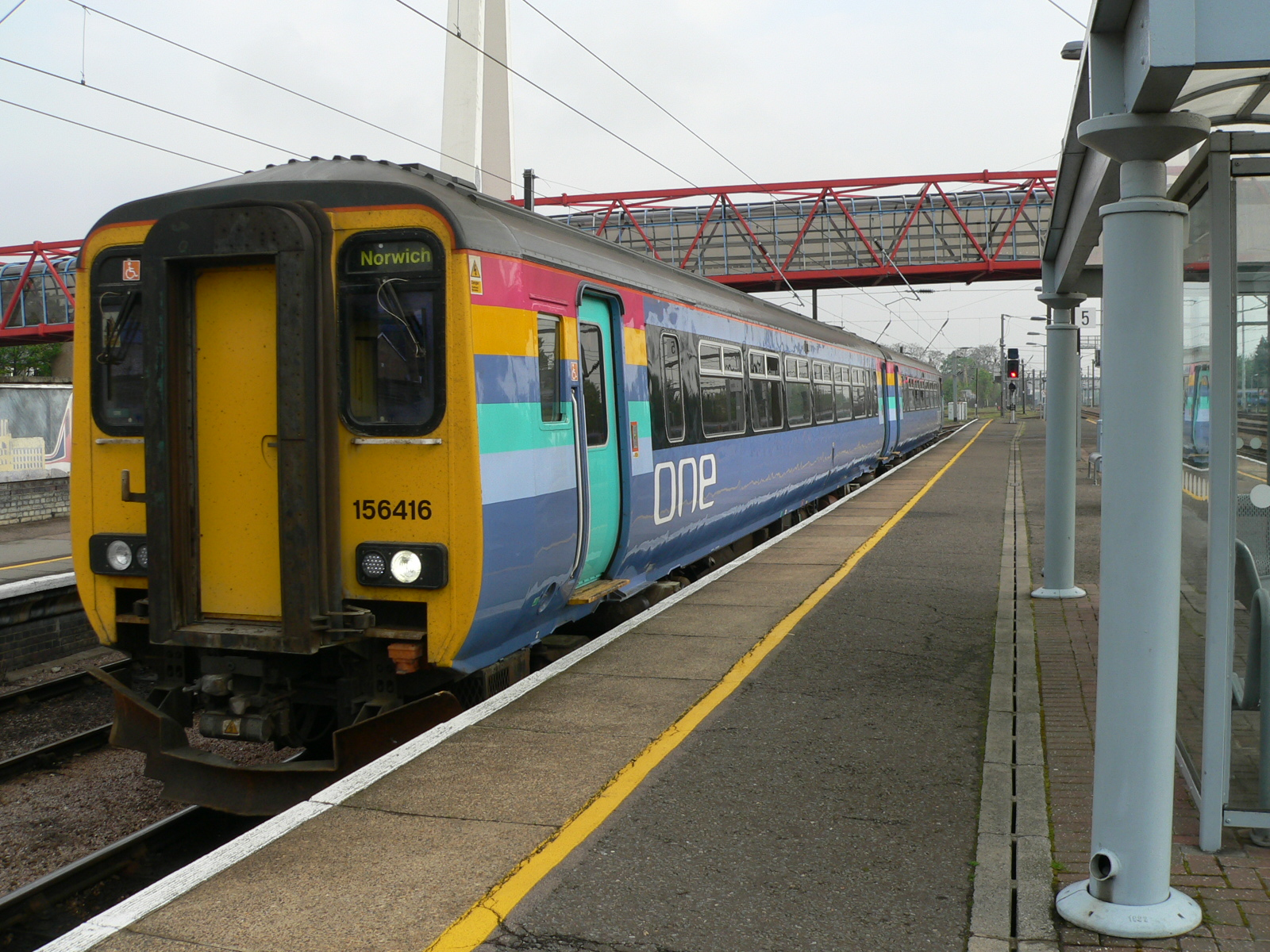
Klasse 156

Die Einheiten der Klasse 156 wurden 1987–1989 vom Metro-Cammell (jetzt zu Alstom gehörig) in den Washwood Heath Works in Birmingham gebaut.  Ihre Höchstgeschwindigkeit beträgt 75 mph (121 km/h). Wie die Fahrzeuge der Klasse 155 haben sie nur einfache Schiebetüren an den Wagenenden, da sie ursprünglich für längere Strecken mit wenigen Halten vorgesehen waren. Die Sitzteilung ist 2+2.
2015 waren diese Wagen im Einsatz bei
- East Midlands Trains
- Abellio ScotRail
- Northern Rail
- Greater Anglia

### Klasse  158Express Sprinter

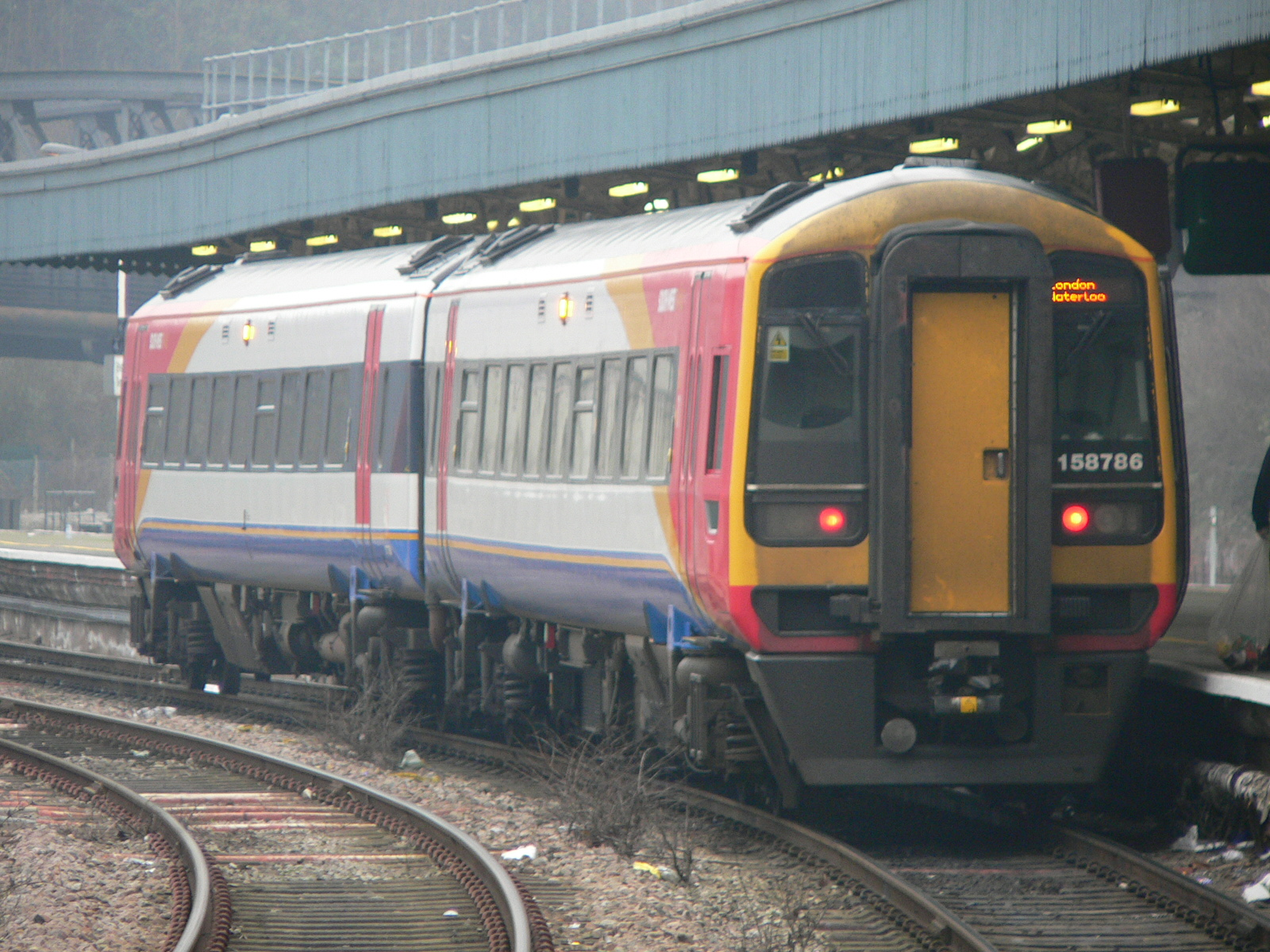
Klasse 158 (South West Trains) in Bristol Temple Meads als Zug nach London Waterloo

Die „Express Sprinter“ der Klasse 158 wurden 1989–1992 von BREL in Derby gebaut. Sie ersetzten ältere Dieseltriebwagen und lokbespannte Reisezüge. Verglichen mit anderen Mitgliedern der Sprinter-Familie, vor allem der Klasse 156, weisen sie erhebliche Verbesserungen auf: vollständige Klimatisierung (außer in den Führerständen), eine auf 90 mph (144 km/h) angehobene Höchstgeschwindigkeit und Vorkehrungen für die Bewirtung der Reisenden durch Trolleys.
Damit ist die Klasse 158 besser für Langstrecken mit wenigen Halten geeignet als die älteren Sprinter-Baureihen und bietet Reisenden eine ruhigere und komfortablere Umgebung als diese. Die Sitzteilung ist 2+2 in der Standardklasse und 2+1 in der ersten Klasse, wo diese vorhanden ist. Die Wagen haben Schwenkschiebetüren.
Die meisten der aus zwei oder drei Wagen bestehenden Einheiten sind mit Motoren von Cummins ausgerüstet, 47 haben Motoren von Perkins erhalten.
2015 waren diese Wagen im Einsatz bei
- Arriva Trains Wales
- East Midlands Trains
- First Great Western
- Abellio ScotRail
- Northern Rail
- South West Trains

Eine Exportversion in Meterspur für die Thailändische Staatseisenbahn erhielt nach innen öffnende Schlagtüren und wurde als Vierwagenzüge geliefert.

### Klasse 159South Western Turbo

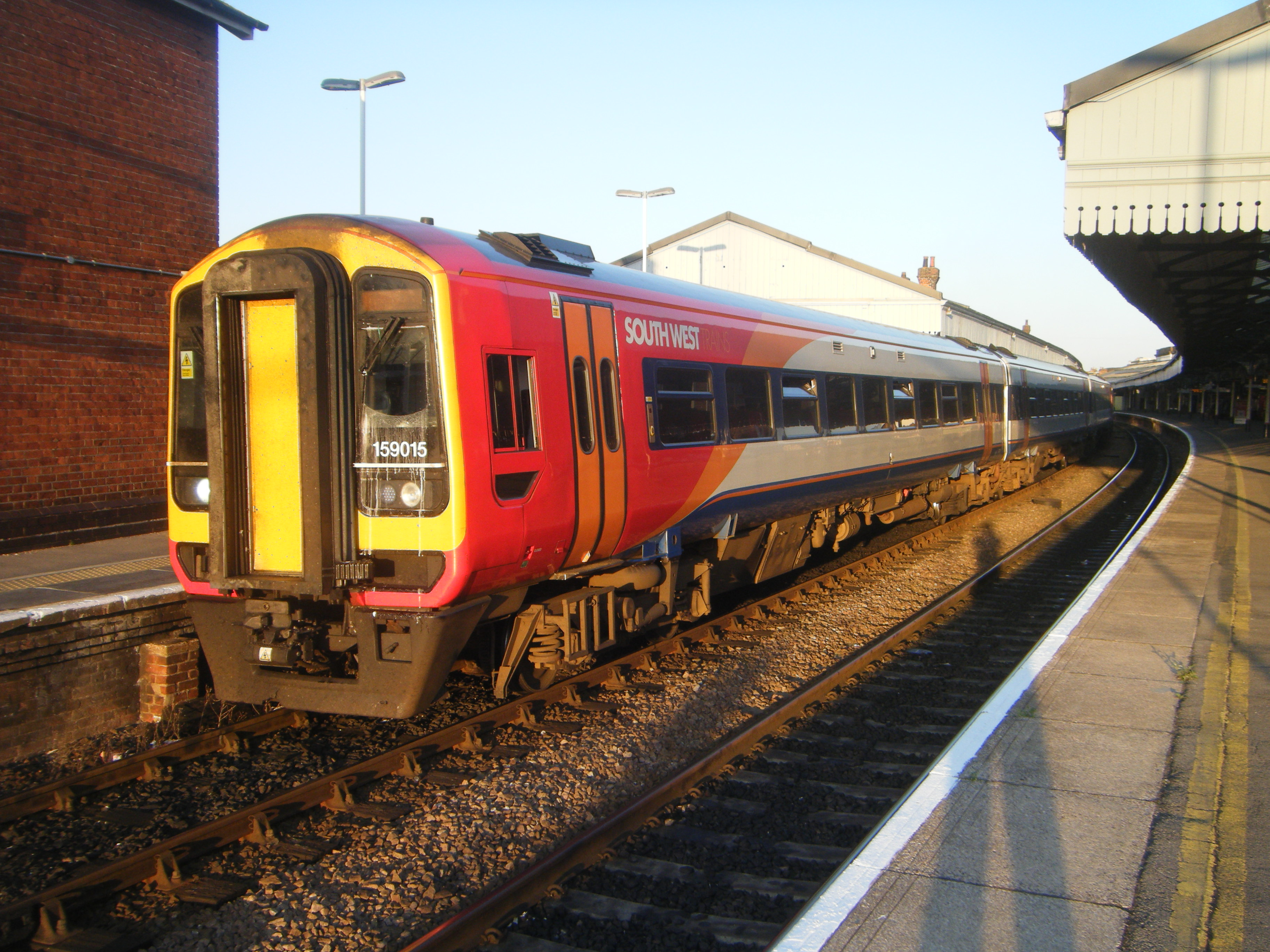
159 015 in Salisbury

Ursprünglich als Dreiwageneinheiten der Klasse 158 gebaut, wurden diese vor Inbetriebnahme umgebaut. 22 Dreiwageneinheiten wurden für den Einsatz auf der West of England Main Line und auf den Strecken von London Waterloo nach Salisbury, Yeovil und Exeter von Network SouthEast gebaut. Sie ersetzten dort mit Lokomotiven der Klassen 50 und 47 bespannte Reisezüge. Gewöhnlich verkehren Sechs- oder Neunwagenzüge zwischen Waterloo und Salisbury und Drei- oder Sechswagenzüge zwischen Salisbury und Exeter. Einzelne Dreiwageneinheiten verkehrten westlich von Exeter bis zur Einstellung der Bedienung der Strecken durch South West Trains Ende 2009 (bis dahin bot diese Gesellschaft Züge von London Waterloo nach Paignton, Plymouth und Penzance an).
Einige anderswo überzählige Dreiwageneinheiten der Klasse 158, die 2007 auf die Route der West of England Main Line umgesetzt wurden, sind auf den Stand der Klasse 159 gebracht und als Klasse 159/1 neu eingeordnet worden.
2022 waren diese Wagen im Einsatz bei
- South West Trains

## Nicht verwirklichte Projekte
Neben den produzierten Typen wurden zwei Bauarten vorgeschlagen, aber nicht verwirklicht.

### Klasse 152
Anfang der 1990er Jahre schlug British Rail als Sparmaßnahme für schwach ausgelastete ländliche Routen vor, die Zweiwageneinheiten der Klasse 156 in Einzelwagen umzubauen, die in die Klasse 152 eingeordnet werden sollten. Zwar wurde die Idee eines Einzelwagen-Sprinters tatsächlich verwirklicht, aber durch Umbau der Klasse 155 in die Klasse 153.

### Klasse 157
In den 1990er Jahren beabsichtigte Strathclyde Passenger Transport, seine Flotte von Fahrzeugen für den Pendler- und Vorortverkehr in und um Glasgow zu modernisieren, wozu ein neuer Sprinter-Typ beschafft und als Klasse 157 eingereiht werden sollte. Durch die finanziellen Einschränkungen, denen British Rail damals unterworfen war und die zur Privatisierung führten, wurde dieser aber nicht bestellt. Später wurde stattdessen die Klasse 170 beschafft.

## Aufnahme
Auf vielen Strecken wurden die neuen Einheiten positiv aufgenommen. Während die Triebwagen der ersten Generation lange Jahre gute Dienste geleistet hatten, litt ihr Ansehen zunehmend unter mangelnder oder schlechter Unterhaltung, Verschmutzung und Abnutzung sowie Lecks der Abgasanlagen. Ungeachtet einiger Komfort und Stil der Ausstattung betreffender Einwände waren die Sprinter dank der Tatsache, dass sie sauber und neu waren, im ganzen Land willkommen.
Ein Nachteil der neuen Triebwagen war der eingeschränkte Blick aus den Fenstern. Die Fensterunterkanten in den Wagenkästen der Bauart Mk 3 liegen wesentlich höher als in den Triebwagen der ersten Generation, und Sitz- und Fensteranordnung sind schlecht abgestimmt. Dieses Problem betrifft viele von der Bauart Mk 3 abgeleitete Fahrzeugtypen. Besonders schlechte Sicht haben Reisende auf den Plätzen nahe den Türen, da ihnen die Taschen der Schiebetüren den Blick versperren, oder an den Enden der Wagen. Auch sind im Unterschied zu den Triebwagen der ersten Generation die Führerstandsrückwände nicht verglast, so dass die Passagiere keine Sicht auf die Strecke haben, was besonders von Kindern und Eisenbahnfreunden bedauert wurde.

## Ersatz
Nach 20 und mehr Jahren Einsatzzeit haben die Bahnbetriebsgesellschaften begonnen, die Sprinter zu ersetzen. So ersetzte London Midland ihre alternde Flotte von Zügen der Klasse 150 durch Turbostars der Klasse 172. Für die Passagiere ist dies eine Komfortverbesserung, da die meisten Sprinter keine Klimaanlage besitzen und ihre Höchstgeschwindigkeit nur 75 mph (121 km/h) beträgt. Da zur Ventilation die Fenster geöffnet werden, ist Geräuschbelästigung nicht selten, und die Türen an den Wagenenden sind nicht druckdicht. Die freigesetzten Züge wurden an andere Bahnbetriebsgesellschaften weitergegeben, um dort die Pacer zu ersetzen, die die Anforderungen an die Zugänglichkeit für Behinderte nicht erfüllen.
Die Express Sprinter der Klasse 158 sind auf vielen Strecken durch Turbostars und Coradia-Züge ersetzt worden, so dass sie selbst in niedrigere Dienste umgesetzt werden, wo sie ältere und weniger komfortable Sprinter ablösen, die ihrerseits Pacer-Triebwagen ersetzen. Sie wurden für die fünf Stunden dauernden Fahrten zwischen Norwich und Liverpool eingesetzt, als die Turbostar-Einheiten von dort unter einer neuen Franchise ab November 2007 zu London Midland umgesetzt wurden, und für die vierstündigen Fahrten  zwischen Birmingham Airport und Holyhead, wo sie die dort eingesetzten Züge der Klasse 175 für Fernverbindungen zwischen Holyhead, Llandudno, Manchester und Cardiff ersetzten.